# Association de soutien à l'œuvre de Sundari
L'Association de soutien à l'œuvre de Sundari, également connue sous le nom d'École de l'essentialisme, est un nouveau mouvement d'origine française et proposant un syncrétisme à dominante chrétienne.

## Historique
Philosophe, écrivain et humaniste, Andrée Grosmaire (1906-1994) est déjà toute jeune affligée par la misère humaine, et désire consacrer sa vie aux autres.
Profondément croyante mais hors du cadre des institutions religieuses, elle dit avoir expérimenté dans sa vie la mise en pratique des principes chrétiens. Les résultats de son cheminement spirituel ont été tels qu'ils auraient interpellé ses proches qui l'auraient poussée à faire part du secret de sa "réussite" en créant une école pour aider les autres.
L'École de l'essentialisme est donc fondée à Paris en 1951 sous le nom de Spiritualité vivante, et la fondatrice prend le surnom de Sundari (pseudonyme qui, selon la légende, lui aurait été donné par un moine tibétain en visite à Paris, et signifie "beauté").

## Doctrine
À la fois inspiratrice et animatrice du mouvement, Sundari a rédigé un livre intitulé À crier sur les toits qui contient la doctrine officielle du groupe, et se donne comme but « d'écraser le serpent à trois têtes de l'égoïsme, de l'orgueil et de l'hypocrisie ».
Dans ce livre, elle promeut un dogme syncrétique quoique d'inspiration largement catholique. Elle déclare toujours se référer à Jésus-Christ comme auteur de l'enseignement, et se présente comme une « école de redressement volontaire de la nature humaine ». Comme le nom du mouvement le laisse entrevoir, la doctrine s'oppose radicalement à l'existentialisme et se présente comme une nouvelle philosophie.
Mettant l'accent sur la perfection personnelle et la recherche de la vertu afin de créer une humanité nouvelle, meilleure, la devise du mouvement Sundari est : "Refais-toi toi-même et le monde changera". Celui-ci promet ainsi à ses membres la santé morale, spirituelle et physique.
Le mouvement déclare ne pas se substituer aux religions, puisqu'il se propose de donner les moyens aux autres croyants de s'améliorer tout en conservant leur culte.
Il prône des pratiques de médecine naturelle.

## Rayonnement et effectifs
Sundari a donné un grand nombre de conférences, que ce soit en France ou à l'étranger. Toutefois, le mouvement ne compte qu'une centaine d'adeptes dans le monde, qui sont néanmoins principalement présents en France. Pour sa part, la Commission parlementaire française estimait, en 1995, le nombre de ses membres à moins de 50.
Depuis la mort de sa fondatrice, le mouvement est dirigé par un membre historique, Max Haërri, domicilié à Genève. Les proches de Sundari veillent scrupuleusement à ne rien changer à l’esprit de l'enseignement et de cette École.

## Controverses et polémique

### Avis défavorable de la Commission parlementaire
Le groupe est mis à l'index dans le rapport n° 2468 établi par la Commission parlementaire française qui le considère comme une secte. Le Centre de documentation, d'éducation et d'action contre les manipulations mentales (CCMM) ou centre Roger Ikor a le même point de vue sur ce groupe.
Si elle ne s'est jamais rendue coupable d'un délit au sens pénal, ses pratiques présenteraient, d'après certains, des aspects auxquels on identifie généralement les sectes ; elle réunirait quatre critères retenus par la Commission parlementaire : 
- déstabilisation mentale
- rupture induite avec le milieu d'origine
- discours antisocial
- embrigadement des enfants.

Le CCMM qualifie le mouvement de "secte guérisseuse".
Il convient toutefois de rappeler que ce rapport parlementaire et sa liste de sectes n'ont aucune valeur juridique ; de plus, ils ont fait l'objet de nombreuses critiques de la part d'historiens des religions, de sociologues, d'universitaires ou d'associations de défense de la liberté de croyances. En outre, depuis une circulaire du Premier ministre en date du 27 mai 2005, la politique en matière de lutte contre les sectes a connu une modification notable : désormais, il est préconisé de ne plus recourir à une liste de sectes, mais plutôt de rechercher des faisceaux de critères. La circulaire admet que la liste de mouvements figurant dans le rapport parlementaire de 1995 devient de moins en moins pertinente, eu égard à la complexité du phénomène sectaire et à son évolution. Pour sa part, le président de la Mission interministérielle pour la lutte contre les sectes (MIVILUDES), Jean-Michel Roulet, a estimé en 2005 que la liste parlementaire des sectes de 1995 est « complètement caduque », mais qu'elle « a permis de cerner le phénomène même si c'était de manière parfois erronée et partiellement incomplète ». Ainsi, la classification de ce mouvement comme secte n'est plus d'actualité.

### Réponse du mouvement
Pour sa part, le groupe affirme qu'aucun des critères propres aux sectes ne s'appliquent à lui. Il déclare notamment :
- prôner la tolérance ;
- ne pas exiger de cotisation à ceux qui suivent ses cours, l'enseignement dispensé étant gratuit ;
- favoriser les échanges ;
- laisser ses membres libres de choisir ses traitements médicaux et encourager une bonne hygiène de vie ;
- ne pas initier les enfants à sa philosophie (ils ne suivent pas les cours du mouvement), ceux-ci étant d'ailleurs scolarisés normalement dans les écoles publiques ;
- ne pas connaître de démêlés judiciaires malgré ses 50 ans d'existence ;
- être fondamentalement honnête ;
- ne pas infiltrer les pouvoirs publics.

Il affirme que l'officier des Renseignements Généraux, qu'il a rencontré dans quatre communes françaises, a admis ne pas avoir connaissance de griefs retenus contre le mouvement. Le groupe conclut que sa classification de secte résulte d'une erreur de la part de la Commission parlementaire française, qui d'après lui a bâclé son rapport.
Par ailleurs, le deuxième rapport parlementaire, ainsi que les rapports annuels ultérieurs de la Mission interministérielle de lutte contre les sectes (MILS), puis de la MIVILUDES, ne font plus aucune mention de ce groupe. De plus, les sites de référence sur les sectes, tels que ceux de Prevensectes et de l'Union des associations de défense de la famille et de l'individu (UNADFI) n'ont aucune rubrique sur ce groupe, ce qui permet de relativiser la supposée dangerosité de celui-ci.

### Sources de l'article
1. ↑  La France aux cent sectes, de Jean-Pierre van Geirt, 1997
2. ↑  L'École de l'essentialisme présentée succinctement par le CCMM
3. ↑  Courrier Juridique des Affaires sociales, mai-juin 1998, p. 2
4. ↑  Voir par exemple Pour en finir avec les sectes, de Massimo Introvigne (dir.), Cesnur diGiovanni, 1996  (ISBN 88-85237-11-8)
5. ↑  Circulaire du Premier ministre du 27 mai 2005 relative à l'abandon de la liste de sectes
6. ↑  Réponse du groupe aux accusations